# Todo el mundo está feliz
Todo el Mundo está Feliz fue un programa infantil de la Televisión Colombiana emitido desde el 20 de abril de 1991 hasta el 29 de Diciembre del mismo año los sábados y domingos a las 12:30 p. m. por  la Cadena Dos de Inravisión, producido por Producciones PUNCH. El programa tenía concursos, juegos, música, canto y fue presentado por Xiomara Xibillé, más conocida como Xiomy, cuando tenía 18 años y dirigido por Eduardo Chaves Dunoyer. Era una adaptación del Xou de Xuxa. Obtuvo dos Premios India Catalina en 1992 como revelación del año a Xiomy y como mejor programa infantil.

Xiomy publicó su primer álbum musical, titulado «Todo el Mundo está Feliz: Versiones originales del programa de T.V.» de Sony Music producido y traducido por Miguel Enrique Cubillos y Juanita Loboguerrero. Ganó disco de oro por sus ventas.
Lista de canciones del álbum:
- Todo el mundo está feliz
- El baile de Xiomy
- Corazón tierno
- Arcoíris
- Amiga Xiomy
- Ilarie
- Jugar a los indios
- Colombia lo tienes todo
- Dulce miel
- Bombóm